# Этуаль-Сен-Сирис
Этуа́ль-Сен-Сири́с (фр. Étoile-Saint-Cyrice, окс. Estela Sant Cirici) — коммуна во Франции, находится в регионе Прованс — Альпы — Лазурный Берег. Департамент коммуны — Верхние Альпы. Входит в состав кантона Орпьер. Округ коммуны — Гап.
Код INSEE коммуны — 05051.

## Население
Население коммуны на 2008 год составляло 35 человек.
| 1962 | 1968 | 1975 | 1982 | 1990 | 1999 | 2008 |
| ---- | ---- | ---- | ---- | ---- | ---- | ---- |
| 36   | 39   | 29   | 20   | 28   | 31   | 35   |

## Экономика
В 2007 году среди 16 человек в трудоспособном возрасте (15—64 лет) 11 были экономически активными, 5 — неактивными (показатель активности — 68,8 %, в 1999 году было 53,8 %). Из 11 активных работали 10 человек (7 мужчин и 3 женщины), безработным был 1 мужчина. Среди 5 неактивных 3 человека были учениками или студентами, 1 — пенсионером, 1 был неактивным по другим причинам.

## Достопримечательности
- Часовня Сен-Сирис (XI—XII века)